# Диоскорея многокистевая
Диоскорея многокистевая (лат. Dioscorea polystachya), или китайский ямс (кит. трад. 山藥, упр. 山药), — вид цветкового растения семейства Диоскорейные (Dioscoreaceae). Его иногда называют китайским картофелем или корейским именем ма.
Это многолетняя вьющаяся лиана, родом из Восточной Азии. Съедобные клубни выращивают в основном в Азии и иногда используют в альтернативной медицине. Этот вид ямса уникален тем, что его клубни можно есть сырыми.

## Ареал
Произрастает по всей Восточной Азии. Считается, что оно было завезено в Японию в XVII веке или ранее. Завезенное в Соединённые Штаты ещё в XIX веке для кулинарных и культурных целей, оно теперь считается инвазивным видом. Растение было завезено в Европу в XIX веке во время картофельного кризиса в Европе, выращивание которого продолжается и по сей день для азиатского продовольственного рынка .

## Таксономия
Ботанические названия Dioscorea opposita и Dioscorea oppositifolia (Диоскорея супротивнолистная) постоянно неправильно применялись к китайскому ямсу.
Название D. opposita в настоящее время является общепринятым синонимом D. oppositifolia. Ботанические работы, указывающие на ошибку, могут перечислять, например, Dioscorea opposita auct. как синоним D. polystachya. Кроме того, ни D. oppositifolia, ни предыдущий D. opposita не были обнаружены произрастающими в Северной Америке и не имеют исторического ареала в Китае или Восточной Азии. Эта группа произрастает только на субконтиненте Индии, и её не следует путать с Dioscorea polystachya.

## Описание
Лозы Dioscorea polystachya обычно вырастают до 3–5 метров в длину, но могут быть и длиннее. Они обвиваются по часовой стрелке. Листья до 11 сантиметров в длину и ширину. Они лопастные у основания, а более крупные могут иметь лопастные края. Расположение является переменным; они могут располагаться попеременно или противоположно или иметь обороты. В пазухах листьев появляются бородавчатые округлые клубеньки длиной до 2 сантиметров. Их иногда неофициально называют «ягодами батата» или «ямберри».
Новые растения прорастают из клубеньков или их частей.
Цветы китайского ямса пахнут корицей.
Растение производит один или несколько веретенообразных или цилиндрических клубней. Самый крупный может весить 10 фунтов и расти под землей на один метр. Dioscorea polystachya более устойчива к морозу и более прохладному климату, чем другие виды ямса, что связано с её успешной интродукцией и укоренением на многих континентах.

## Общеупотребительные названия
На китайском языке это известно как кит. трад. 山藥, упр. 山药, пиньинь shānyào, буквально: «горная медицина», кит. трад. 懷山, упр. 怀山, пиньинь huáishān или huáishānyào (怀山药;懷山藥or淮山药;淮山藥; 'горная медицина из Хуая', то есть Хуай Цин Фу (怀庆俯;懷慶俯) регион). Изредка его также называют сёйо (薯蓣;薯 蕷). Образующиеся на лианах клубеньки называются шаньяо доу (山药豆;山藥豆; «бобы батата» ) или шаньяо дан (山药蛋).
В Японии признаны три группы этого вида в культуре. Обычный длинный цилиндрический тип известен как  (яп. 長芋 nagaimo, длинный ямс)  . ichōimo (яп. 銀杏芋, 'ginkgo-leaf yam')  имеет плоскую palmate форму, а tsukune imo (яп. つくね芋) 'meatball yam'  имеет круглую или globular форму. Термин yamatoimo (яп. 大和芋, 'Yamato [Province] yam')  используется, в частности, в регионе Канто для обозначения ичоимо на рынке, но это сбивает с толку, поскольку традиционно яматоимо также относится к цукунэмо, особенно если они произведены в провинции Ямато (ныне префектура Нара). Сорта этого вида (такие как yamatoimo) иногда называют «японским горным ямсом»,  хотя этот термин следует зарезервировать для местной Dioscorea japonica.
В Корее это называется ма (кор. 마), сану (кор. 산우), соё (서여; 薯蕷), или саньяк (산약; 山藥).
На Шри-Ланке на сингальском языке это называется вал ала (වැල් අල). Иногда его называют корейским ямсом.
Во Вьетнаме ямс называют củ mài или khoai mài. Когда этот батат обрабатывается, чтобы стать лекарством, батат называют хоай сон или тогии .
В Илокано на севере Филиппин его называют туге.
В странах Латинской Америки оно известно как «белое имя» или white ñame.
В Манипури его называют «Ха».

## В альтернативной медицине
Утверждается, что кремы и пищевые добавки, изготовленные из родственной Dioscorea villosa, содержат человеческие гормоны и рекламируются как лекарство для различных целей, включая профилактику рака и лечение болезни Крона и коклюша . Однако, по данным Американского онкологического общества, эти утверждения ложны, и нет никаких доказательств того, что эти вещества безопасны или эффективны.  Хуайшань также использовался в традиционной китайской медицине.

## Как инвазивный вид
Dioscorea polystachya была завезена в Соединённые Штаты в 1800-х годах, когда её выращивали как декоративную или продовольственную культуру. Он и другие интродуцированные виды ямса теперь растут там в диком виде. Это создало проблему в национальном парке Грейт-Смоки-Маунтинс, где его ареал «быстро расширяется», особенно в долину Теннесси, где обитают различные местные, гибридные и / или инвазивные неместные варианты ипомеи и вьюнка.
К тому же, он более устойчив к морозам, чем другие виды ямса, и может встречаться в умеренном климате даже на севере, вплоть до Нью-Йорка.

## Использование
Клубни D. polystachya можно есть сырыми (натертыми или нашинкованным), в то время как большинство других видов ямса перед употреблением необходимо готовить (из-за вредных веществ в сыром виде).
Сначала необходимо снять кожицу путем снятия кожуры (или соскоблив её щеткой с жесткой щетиной). Это может вызвать легкое раздражение кожи рук, поэтому рекомендуется носить латексную перчатку, но если появляется зуд, можно применить лимонный сок или уксус.
Очищенные целые клубни ненадолго замачивают в растворе уксуса и воды, чтобы нейтрализовать раздражающие кристаллы оксалата, обнаруженные в их кожуре,  и предотвратить обесцвечивание.  Сырой овощ крахмалистый и мягкий, слизистый при нарезке или терке, и его можно есть в чистом виде в качестве гарнира или добавлять в лапшу и т. д.

### Японская кухня
В японской кухне как сорта китайского ямса, так и японский ямс (часто выращенный в дикой природе) взаимозаменяемы в блюдах. Разница в том, что нагаймо более водянистый, а родной японский ямс более вязкий.
Тороро представляет собой слизистое пюре, приготовленное путем натирания сортов китайского ямса (нагаймо, ичоимо, цукунеймо ) или местного японского ямса. Классическая японская кулинарная техника состоит в том, чтобы натереть батат, растирая его о шероховатую рифленую поверхность сурибати, которая представляет собой глиняную ступку. Или батат сначала грубо натирают на терке оросигане, а затем превращают в более гладкую пасту в сурибати с помощью деревянного пестика.
Тороро смешивают с другими ингредиентами, которые обычно включают бульон цую (соевый соус и даси), иногда васаби или зелёный лук, и едят с рисом или мугимеси (приготовленная на пару смесь риса и ячменя).
Тороро, политое сырым тунцом (магуро), нарезанным кубиками, называется ямакакэ, и его едят с соевым соусом и васаби.
Тороро также можно полить лапшой, чтобы приготовить тороро удон / соба. Лапша с тертым бататом также называется ямакакэ .
Тертый батат также используется в качестве связующего вещества в тесте для окономияки.
Иногда тертый батат используется в качестве добавки для изготовления оболочки кондитерских изделий мандзю, и в этом случае продукт называется jōyo manjū (яп. 薯蕷饅頭, "yam manjū"). Ямс также используется для приготовления местного кондитерского изделия под названием карукан, фирменного блюда региона Кюсю.

### Китайская кухня
Китайский ямс по-китайски называется шаньяо (山药;山藥), и клубень употребляют в сыром виде, готовят на пару или жарят во фритюре. Его добавляют в пикантные супы или можно подсластить ягодным соусом.

### Корейская кухня
В корейской кухне есть два основных типа китайского ямса: прямой, трубчатый вариант называется джангма ( кор. 장마     ), а данма ( кор. 단마     ) относится к варианту, при котором вырастают более короткие, похожие на грозди трубки. Оба используются в кулинарии, и клубни готовятся различными способами. Чаще всего их употребляют в сыром виде после того, как очищенные корни смешивают с водой, молоком или йогуртом (иногда с добавлением меда) для приготовления питательного напитка, известного как маджеуп ( 마즙 ) или «мой сок» ( 마주 마주스 ). В качестве альтернативы очищенные клубни нарезают на кусочки и подают - в сыром виде, после приготовления, на пару или жареного, вместе с приправами для соусов.

## Выращивание китайского ямса
Цикл выращивания китайского ямса длится примерно один год, и его следует сажать между зимой и весной. Традиционные методы его выращивания: использование более мелких клубней, срезка более крупных клубней или черенкование ветвей. Первые два метода могут производить клубни 20 см длинны и более. Последний дает более мелкие клубни (10 см), которые обычно пересаживают на следующий год.
Между 7 и 9 месяцами пересадки клубней китайского ямса их листья начинают сохнуть (частый факт для растений, выращивающих клубни), что указывает на то, что клубни готовы к сбору урожая. В домашних садах обычно собирают только то, что будет потребляться, а остальное оставляют в горшке во влажной почве.